# Jarl Öhman
Jarl Öhman (Helsinki, 14 novembre 1891 – Kokkola, 20 gennaio 1936) è stato un calciatore finlandese, di ruolo attaccante.

## Carriera

### Nazionale
Ha collezionato 12 presenze con la propria Nazionale.